# Елментейта
Елментейта (на английски: Elmenteita, на суахили Elementaita) е малко, плитко, алкално, солено, безотточно езеро в Кения, намиращо се в източната част на Източноафриканската рифтова долина, на около 20 km източно от град Накуру и на 120 km от столицата Найроби. Разположено е между езерата Найваша и Накуру. Езерото е открито за европейците през 1883 г. от шотландския геолог и изследовател на Африка Джоузеф Томсън. Преди векове масайските племена преминават през териториите край езерото и го наричат Ol muteita, означаващо „прашно място“, което добре характеризира околността, особено в края на сухия сезон. Оттук произтича и днешното име на езерото – Елментейта. Както и в други случаи, при много кенийски топоними с масайски произход, името на езерото може да бъде срещнато още по няколко начина – като Elmentaita, Elementaita или Elementeita.

## География и води
Северните и югоизточни брегове представляват открити сухи и прашни равни пространства, на североизток се извисяват скални зъбери, а западните са назъбени и също толкова скалисти. Характеризират се с драматични разломи, оголени вулканични скали и вулканични конуси, а в далечината ясно се вижда ескарпът Мау. Езерото лежи в основата на впечатляващите полуразрушени стени на калдерите на няколко вулкана, напомнящи наведена човешка фигура. Масаите наричат това образувание „Спящият масай“ или „Спящият войн“. След като част от земите на масаите са завзети от лорд Деламбер, възвишенията понякога се наричат и „Носът на Деламбер“. На изток езерото е оградено от дребни селскостопански парцели, а останалата част се заема от няколко големи ферми. В южния край на езерото се намира група от горещи извори.
Езерото е разположено на 1776 m надморска височина. Площта, която обхваща, е само 18 km2, а средната му дълбочина е 1,9 метра. В много случаи обаче тя намалява и под един метър. Размерите на Елментейта не са постоянни и зависят от сезона и количеството на дъждовете. Има години, когато при по-малко валежи то напълно пресъхва. За последен път това се е случило през 1985 г. При спадане на водното ниво през сухия сезон бреговете му се покриват с тиня и отлагания от трона.
Водосборният му басейн обхваща 590 km2. Захранва се от горещите извори Кеко̀пей в южния му край и двете малки рекички Меророни и Карянду̀си, изтичащи от източното плато. Езерото няма никакъв отток, което е довело до високата алкалност на водите му, водородният показател рН на които достига до 9.9. Електропроводимостта на водите варира от 19,1 до 40,2 MS/cm.
Има достатъчно геоложки доказателства, които сочат, че в миналото тези територии са били заети от големи езера, понякога достигащи нива със стотици метри по-високи, отколкото днешните Накуру и Елментейта. По време на късния Плейстоцен и началото на Холоцена, езерата Елментейта и Накуру са били съединени и са образували един общ, много по-голям воден басейн. Останки от него са запазени като седиментни отлагания на различни места между двете езера. Преди около 120 хиляди години Елментейта е било сладководно езеро и водите му са достигали на височина със 180 метра по-голяма от сегашната.
От 5 септември 2005 г. езерото и териториите около него с общ размер 108 km2 са обявени за защитена територия с международно значение съгласно Рамсарската конвенция за влажните зони.

## Климат
Климатът се характеризира с два сезона – сух и дъждовен. Валежи падат рядко и хаотично, като средно годишно са по-малко от 600 mm. През сухия сезон духат ветрове, които носят големи количества прах. Най-високите температури се измерват през януари и февруари, когато валежите са най-малко, а ветровете – най-силни.

## Флора
Естествената растителност край езерото се състои главно от акации и храстовидното растение Tarchonanthus camphoratus, осеяни с тревистата Themeda triandra, която преобладава и по пасищата. В гористите местности край брега се срещат петна от жълтокората акация (на латински: Acacia xanthophloea), която в миналото е покривала голяма част от южните езерни брегове. Южният бряг около горещите извори е обрасъл с тръстика.

## Фауна
Водите на алкалното езеро представляват благоприятна среда за развитие на диатомеи и синьо-зелени водорасли от вида Spirulina platensis, които лежат в основата на хранителната верига на няколко вида птици. Елментейта приютява филогенетично разнообразни групи бактерии, участващи в сложни метаболитни взаимодействия в рамките на екосистемата на езерото. Във водите му са открити 37 вида бактерии, като най-разпространените от тях са цианобактериите. На второ място се нареждат представителите от тип Firmicutes. В езерото не виреят никакви макрофити, а концентрацията на хлорофил във фитопланктона варира от 16 до 310 mg/m3.
Защитената територия около езерото осигурява условия за живот на над 450 вида птици и приблизително 15 000 броя диви животни. През 2005 г. около езерото са наброени около 610 000 птици. В зоната са отбелязани най-малко 80 вида водолюбиви птици, включително 29 мигриращи палеарктически. Алкалното езеро и черните скалисти островчета от лава в него, разположени в западната част на езерото, са единственото място в Източна Африка, подходящо за гнездене и отглеждане на розовия пеликан. Тук гнездят до 8000 двойки, особено когато нивото на водата е високо и скалистите формации в източния сектор са наводнени. Те образуват нови островчета, на които птиците могат безопасно да свият гнездата си. За да се хранят, пеликаните прелитат всеки ден до близкото езеро Накуру.
Изобилието от водорасли и планктон осигурява храна за огромните ята от фламинго и множество други водолюбиви птици, някои от тях редки. През януари 2001 г. тук са наброени 5600 екземпляра розово фламинго, 140 300 малко фламинго и 1440 саблеклюна. В последните години голямо количество от розовите фламинго е прогонено от пеликаните. Езерото действа като важна област за съществуването на малкото фламинго, като тук се изхранват средно 28,5% от световното количество. Ролята му е особено важна в моментите, когато храната в другите солени езера по Рифтовата долина като Накуру и Богория е ограничена.
В околните гори и териториите, обрасли с храстовидна растителност, се срещат световно застрашените Prionops poliolophus, белошипа ветрушка, голям креслив орел и неразделки от вида Parus fringillinus. Към регионално застрашените видове спадат големият гмурец, който гнезди тук и голямата бяла чапла, от която през различните години се наброяват между 50 и 156 броя. Районът е особено богат на грабливи птици. Тези от тях, спадащи към регионално застрашените, са лешоядът от вида Trigonoceps occipitalis, хищният Hieraaetus ayresii, коронованият орел Stephanoaetus coronatus, орелът от вида Polemaetus bellicosus и още Buphagus africanus и Euplectes progne. През 1997 г. тук са наблюдавани и описани още много видове птици – свещен ибис (Threskiornis aethiopicus), великолепен ибис (Bostrychia hagedash), египетска гъска, Anas erythrorhyncha, птица-секретар, малък брегобегач, папуняк, сива сврачка и други.
Към представителите, постоянно обитаващи територията, спадат нианзкият бързолет, Recurvirostra avosetta, Prionops poliolophus, пойната Sylvia lugens, мухоловката Monticola rufocinereus, нектарниците от видовете Nectarinia kilimensis и Nectarinia reichenowi и много други.
От прелетните птици дом край езерото намират черновратият гмурец (около 3000 броя през 1998 г.), бяла лопатарка (260 броя през 1994 г.) и други. Сезонен посетител, гнездещ във високите пасища, е и Euplectes jacksoni.
Ротшилдовият жираф (Giraffa camelopardalis rothschildi) е намерил тук сигурно убежище за разплод. Разнообразието на терена осигурява живот на много видове антилопи – от големите стада обикновена кана, през скалната антилопа клипшпрингер, до миниатюрните дикдики. През нощта могат да се наблюдават много животни, които се активират по това време на денонощието, включително африканският леопард и любопитно изглеждащият тръбозъб. Бозайниците са представени още от зебри, газели, брадавичести свине, лъвове, чакали, водни козли и други. Преди години тук е имало колония от хипопотами, които са се преселили към езерото Найваша поради честите засушавания, при които Елментейта губи голяма част от водите си или напълно пресъхва.
От влечугите в района често се среща усойницата от вида Bitis worthingtoni, ендемична за централната част на Рифтовата долина, обитаваща територии с надморска височина над 1500 m.
Силно алкалните води на езерото са лоша среда за развитие и живот на различните видове риби. Единственият им обитател е алкалната тилапия от подвида Alcolapia alcalica grahami, който е интродуциран тук от езерото Магади през 1962 г. Рибата обикновено се движи в района на горещите извори, но има данни, че се е разпространила и във вътрешността на езерото. Това е вид, ендемичен за алкалните езера в тази част на Рифтовата долина.

## Население
Голяма част от крайбрежието на Елментейта е заета от частни земеделски земи, а обществен достъп е осигурен само в югоизточния му край. Незаетите територии около езерото са населени от масайски племена. Те използват района за паша на едрия рогат добитък, търговията с който е основното им препитание. Както земеделците, така и животновъдите зависят от горещите извори около Chamka за снабдяване с прясна вода. На стотина метра от главния път е организирана ферма за щрауси.
Между масаите съществува вярване, че къпането в горещите извори Кекопей в южния край на езерото, помага за лечението на СПИН.
От Елментейта в по-малки или по-големи мащаби се добиват сол, пясък и силно порестата скала диатомит. На 800 m от главния път има мина за добив на диатомит, който се използва за производство на бои и изолационни материали, а масаите го употребяват за декориране на лицата си.

## История
На 2 km от източния бряг на езерото се намира археологическият обект Карянду̀си, който е измежду първите открития от Палеолита в Източна Африка. Тук са намерени следи от Ашелската култура на първите хора, напуснали пределите на Африка преди 700 000 до един милион години. Открити са при двукратните разкопки на палеонтолога д-р Луис Лийки в периода 1828 – 1931 г. и допълнително през 1947 г. Едно покачване на нивото на езерото прогонва праисторическите хора от техните домове, а в езерото са погребани всички инструменти и оръжия, които оставят след себе си. Предполага се, че това са били представители на Homo erectus. Открити са каменни сечива, много от които направени от черен обсидиан, тежки брадви, ножове и други оръдия на труда и оръжия. Д-р Лийки дори вярва, че това е било специално място за изработване на различни сечива и оръжия. Той прави това заключение заради многобройните находки, открити в речното корито на река Каряндуси. На това място сега е организиран малък археологически музей с част от предметите, намерени тук.
През 1897 г., изминавайки над 1000 km от град Бербера в Северозападна Сомалия, в рифтовата долина пристига третият барон Деламбер, един от първите европейци, заселили се по тези места. През 1906 г. се премества на брега на езерото и започва да развива модерно за времето си земеделие на западния му бряг. Върху 195 km2 създава ранчо, в което експериментира с отглеждането на овце и говеда. Установява много добри отношения с масаите, а те го напътстват и подпомагат. Нарича ранчото си Soysambu, което представлява комбинация от масайските думи за набраздена скала и цвят на крава. Подарява част от земите си на зет си Galbraith Lowry Egerton Cole, който организира ранчото „Кекопей“. След смъртта си е погребан на това място, а жилищната сграда е преустроена и днес приема гости като хижа „Елментейта“. Земите му в наше време представляват частен резерват с името „Soysambu“, а останалата част все още са частна собственост на потомците на барона.

## Туризъм
Тъй като по-голямата част от земите около езерото са частна собственост и това затруднява достъпа до него, туристическите посещения тук са силно ограничени. Въпреки това съществуват определени квоти за достъп до частния резерват. Все пак туризмът в този район е в процес на развитие. Основните атракции са самият пейзаж, наблюдението на многобройните видове птици и възможността да се видят необичайни животни. На ескарпа над езерото през 1930 г. е организирана туристическа хижа, която представлява бивше жилище на барон Деламбер. В резервата Soysambu всред акациева гора е разположен палатковият лагер „Деламбер“.
В близост до езерото има няколко праисторически обекта, които хвърлят светлина върху останките на някои видове и доказват, че районът в дълбока древност е бил гъсто населен. Най-известна и интересна в това отношение е пещерата „Gambles Cave“, на 10 km югозападно от Елментейта в посока към планината Ебуру.
Елментейта се намира на около половин час път с кола по главния път А 104 от Найроби, продължаващ към езерото Накуру. Отклонението от магистралата е половин километър. Най-близкият град е Гилгил. Най-близката писта, използвана за чартърни полети се намира край Найваша.

## Екология
Управлението на частните ферми и резервата Soysambu обхваща около 75% от бреговете край езерото и тази част като цяло е добре защитена. Земеделието в източната страна води до увеличаване на затлачването на езерото, до ерозия на почвата, увеличава водочерпенето от река Меророни и по този начин част от растителността в нейния водосбор се унищожава. Намалява и притокът на вода към Елментейта, което води до спадане на нивото на езерото. Счита се, че около един милион птици, отгледани на тези брегове, по тази причина са потърсили убежище край езерото Натрон.
Налице е значително унищожаване на горите от Acacia xanthophloea по югоизточните брегове. Изконсумирането на пасищата в периода на засушаване, особено в югоизточния район, ускорява ерозията при проливни дъждове. Извличането на калцинирана сода и добивът на пясък по източните брегове са ограничени по мащаб, но могат да се превърнат в сериозен проблем в бъдеще.